# Jaël Ost
Jaël Ost is een Belgische content creator en voormalig leerkracht. Ze verwierf bekendheid als vast gezicht bij TAGMAG. Nu is ze vooral actief op sociale media en streaming platforms.

## Biografie
Jaël Ost begon haar carrière als leerkracht, maar besloot uiteindelijk haar loopbaan in de onderwijssector achter zich te laten en zich volledig te richten op haar werk als content creator.
Naast haar werk bij TAGMAG verscheen Ost ook op Streamz, waar ze te zien was in de reeks Love Me. Ze presenteerde twee seizoenen van het programma Bootcampen. . Ze wordt vaak beschreven als een "comfort influencer" door haar volgers vanwege haar persoonlijke en herkenbare content.

## Carrière
Ost bouwde haar carrière verder uit door haar aanwezigheid op sociale mediaplatforms zoals Tiktok, Instagram en YouTube. Haar video's variëren van lifestyle tot persoonlijke ervaringen, waarmee ze een groeiende community van volgers heeft opgebouwd. Door haar online invloed en televisieoptredens heeft ze zichzelf gepositioneerd als een bekend gezicht in de Belgische media.
Jaël Ost heeft samen met Liandra Sadzo, Claudia De Greef en Tashie de podcast Four Real. In deze podcast bespreken ze op een open en eerlijke manier verschillende onderwerpen, variërend van persoonlijke ervaringen tot actuele thema’s. De podcast is populair geworden door de ongedwongen sfeer en de authentieke gesprekken die de vier hosts met hun luisteraars delen.

## Persoonlijk leven
Jaël Ost deelt af en toe persoonlijke informatie met haar volgers. Ze heeft een relatie met haar partner Kobe, die net als zij actief is op sociale media.